# Christian von Ehrenfels
Christian von Ehrenfels (Maria Christian Julius Leopold Freiherr von Ehrenfels), né le 20 juin 1859 à Rodaun, ancienne municipalité aujourd'hui un quartier de Vienne et mort le 8 septembre 1932 à Lichtenau), est un philosophe autrichien considéré comme le pionnier de la Gestaltpsychologie, notamment à travers son ouvrage intitulé Über Gestaltqualitäten (1890).

## Biographie
Von Ehrenfels étudia à l'université de Vienne auprès de Franz Brentano et d'Alexius Meinong, et obtint le grade de docteur en 1884 à l'université de Graz en dissertant "Sur les relations de grandeur et les nombres", avant de passer son habilitation à Vienne en 1888. De 1896 à 1929, il fut professeur de philosophie à l'université Charles de Prague, où il fut écouté par des personnalités telles que Max Brod, Franz Kafka ou Felix Weltsch.
Il considérait la forme (Gestalt) comme un tout qui excède la somme de ses parties et qui est transposable. On a retenu son célèbre exemple de la mélodie et de sa transposition dans une autre tonalité. Ehrenfels affirme ainsi qu'une mélodie consiste certes en sons particuliers mais que, dans son essence, elle est davantage que la simple somme des sons en question. Les sons individuels peuvent parfaitement s'assembler en différentes mélodies, tandis que la mélodie demeure la même lorsqu'elle est transposée dans une autre tonalité et contient donc des sons individuels différents. Cet élément nouveau que reçoit un tout perceptif en plus de la somme de ses parties est ce qu'Ehrenfels désigne par le terme de Gestaltqualitäten (qualités formelles),,,,.
Von Ehrenfels consacra de nombreux écrits à la nocivité culturelle de la monogamie, et à l'utopie d'une organisation sociale fondée sur la polygynie. Il estimait que la monogamie entravait la logique de reproduction darwinienne. Ces théories, qui heurtaient les normes sociales de son époque, lui valurent d'être fortement critiqué.

## Écrits
- Über Gestaltqualitäten. In : Vierteljahrsschrift für wissenschaftliche Philosophie, 14 (1890), p. 249-292
  - « Sur les qualités de forme », traduit en français sous la direction de Denis Fisette dans À l’école de Brentano. De Würzburg à Vienne, Vrin, « Bibliothèque des Textes Philosophiques », 2007.
- Werttheorie und Ethik. In: Vierteljahrsschrift für wissenschaftliche Philosophie, 17 (1893), p. 26-110, 200-266, 321-363, 413-425; 18 (1894), p. 22-97
- System der Werttheorie. 2 volumes. Leipzig, O. Reisland 1897, 1898
- Sexuales, Ober- und Unterbewusstsein. In : Politisch-Anthropologische Revue, 2 (1903-4), p. 456-476
- Die sexuale Reform. In : Politisch-Anthropologische Revue, 2 (1903-4), p. 970-994
- Sexualethik. Wiesbaden, J.F. Bergmann 1907
- Leitziele zur Rassenbewertung. In : Archiv für Rassen- und Gesellschaftsbiologie, 8 (1911), p. 59-71
- Richard Wagner und seine Apostaten. Ein Beitrag zur Jahrhundertfeier. Wien/Leipzig, H. Heller 1913
- Kosmogonie. Jena, Diederichs 1916
- Das Primzahlengesetz, entwickelt und dargestellt auf Grund der Gestalttheorie. Leipzig, Reisland 1922
- Sexualmoral der Zukunft. In: Archiv für Rassen- und Gesellschaftsbiologie, 22 (1930), p. 292-304
- Philosophische Schriften en 4 volumes, édité par Reinhard Fabian. München, Wien, Philosophia-Verlag 1. Werttheorie. 1982; 2. Ästhetik. 1986; 3. Psychologie, Ethik, Erkenntnistheorie. 1988; 4. Metaphysik. 1990